# Чигиринська змова
Чигиринська змова 1877 — спроба селянського повстання, підготовленого гуртком революціонерів-народників «Таємна дружина» в Чигиринському повіті Київської губернії.
Організатором змови був Яків Стефанович, який використав фальшиві грамоти, що в них нібито цар закликав селян повстати проти панів. Він також закликав малоземельних селян не сплачувати податків і домагатися розподілу панських земель.
Селянський рух охоплював 40 сіл, його осередком було село Шабельники. Повстання було призначене на жовтень 1877 року, але змова була розкрита і близько 1 000 селян притягнено до слідства. Суд у Києві (червень 1879 року) засудив активістів змови на заслання, а кількох на каторгу.